# Martín del Valle Castillo
Martín del Valle Castillo (fl. 1619-1639) fue un compositor y maestro de capilla español.

## Vida
Martín del Valle Castillo nació en Sigüenza, en fecha desconocida. Se formó musicalmente en la Catedral de Sigüenza, donde ingresó en 1619 como infante del coro de la capilla de música.

El dicho día el sr. Chantre presentó para mozo de coro a Martín del Valle, natural de esta ciudad, al cual el cabildo le hubo por presentado y dio comisión a los srs. Doctores Peña y Serrano que lo examinen y refieran lo que sabe.
Actas capitulares de la Catedral de Sigüenza, 26 de julio de 1619

[...] los señores Peña y Serrano refirieron como con comisión del cabildo había hecho examinar para mozo de coro a Martín del Valle, natural de esta ciudad, y cada uno dijo lo que sentía si convenía recibirle o no y, sin embargo, el cabildo le hizo entrar en el coro y habiendo solfeado un poco todos unánimes le recibieron para tal mozo de coro y ordenaron que desde el día en que entrare en coro a servir con su ábito gane su plaza como los demás la ganaron.
Actas capitulares de la Catedral de Sigüenza, 30 de agosto de 1619

Permanecería en la capilla de música de Sigüenza por diez años hasta el 29 de octubre de 1629, cuando fue despedido como mozo del coro. Se desconoce su paradero en los siguientes años. El 11 de marzo de 1630 se presentó sin éxito a las oposiciones para el magisterio de la Catedral de Ciudad Rodrigo. En algún momento consiguió el magisterio de la Colegiata de Vitoria, desde donde se desplazaría a Teruel.
Tras el fallecimiento de José Rada, maestro de capilla de la Catedral de Teruel, en Madrid en 1637, el cargo quedó vacante. Por recomendación del maestro de capilla de la Catedral de Sigüenza, Pedro Fernández Buch, el cabildo turolense decidió recibir a del Valle, además del maestro de la Catedral de Albarracín, Diego Fernández Castellano, para realizar unas oposiciones.

Resolviose que se responda al maestro de capilla de Sigüenza para que venga el maestro de Vitoria para que haga oposición en la plaza de maestro de capilla que está vacante y habiendo llegado se avise al maestro de capilla de Albarracín para que los dos juntos hagan las oposiciones a dicha plaza.
Actas capitulares de la Catedral de Teruel, 9 de octubre de 1637

Las condiciones de las oposiciones serían las siguientes:

Este cabildo se resolvio que se nombraran los jueces para examinar los dos maestros de capilla de Albarracín y el de Vitoria para hacer la oposición de la plaza de maestro y se nombraron al canónigo Benedicto, a Mosén Miguel Sánchez, Juan de Rueda, organista, Mosen Bautista Sandoval, Mosén Pedro García, Vicente Don Blasco, Francisco Mendoza, Juan Aparicio y que mañana sábado acabado el oficio haga uno de los ejercicios y a la tarde el otro y en acabando se les de letra a los dos para que hagan un motete y hagan un villancico y que dentro de 24 horas los habían de dar hechos.
Actas capitulares de la Catedral de Teruel, 13 de noviembre de 1637

El cabildo se decidió por del Valle, al que le concedieron inmediatamente la mitad del salario de trigo y 8 escudos para que se comprase un hábito de invierno, teniendo en cuenta los fríos inviernos de la tierra. Además se le concedió un aguinaldo de 50 reales para Navidad y lo que hubiese ganado de su salario.
En 1638 la capilla de música de la Catedral de Teruel al completo fue despedida. Parece ser que el cabildo quería dar una lección a los músicos, que se ausentaban de sus obligaciones sin permiso, alterando las misas. En las actas también se indica que cualquier músico que se ausente sin licencia en el futuro será inmediatamente despedido sin ninguna otra resolución necesaria. El cabildo readmitió inmediatamente al maestro de capilla; el organista, mosén Rueda; el tiple, Juan Fombuena; el tenor, Vicente Don Blasco; el contralto, Juan López; el bajón, mosén Bautista Sandoval; y mosén Pedro García. Poco a poco se fueron readmitiendo los demás músicos, comenzando por el contralto Juan Aparicio.
El 29 de abril de 1639 el cabildo turolense dio permiso a del Valle para ir a opositar y el 4 de junio se le dio licencia para partir a Calahorra para ocupar el magisterio de la Catedral.

## Obra
No se conservan obras de del Valle en la Catedral de Teruel.